# Turmburg Oberderdingen
Die Turmburg Oberderdingen ist eine teilweise erhaltene Burg im Kern des Oberdorfes der Stadt Oberderdingen im Landkreis Karlsruhe in Baden-Württemberg. Sie stellt das einzige Beispiel einer Turmburg im Kraichgau dar.
Die Turmburg wurde um 1250 von den Grafen von Oberderdingen erbaut und war im 13. Jahrhundert im Besitz des Klosters Herrenalb. Von der ehemaligen Burganlage wird der noch erhaltene Wohnturm heute als Kirchturm genutzt.